# 209P/LINEAR
O Cometa 209P/LINEAR é um cometa periódico descoberto em 3 de fevereiro de 2004 através de um telescópio de 1 metro pertencente a Lincoln Near-Earth Asteroid Research (LINEAR).
Sua orbita é inclinada em 21 graus e completa uma volta ao redor do Sol a cada 5.4 anos.
Os resultados preliminares apontam que o 209P deverá passar próximo à Terra durante o mês de maio de 2014, o que poderá causar uma grande atividade meteórica associada na noite de 23-24 de maio de 2014. Estados Unidos e a parte sul do Canadá poderão ser os locais de melhor visibilidade do fenômeno.